# Medetera collarti
Medetera collarti är en tvåvingeart som beskrevs av Negrobov 1967. Medetera collarti ingår i släktet Medetera och familjen styltflugor. Inga underarter finns listade i Catalogue of Life.